# 中车石家庄车辆
中车石家庄车辆有限公司（简称“中车石家庄公司”）是一间位于河北省石家庄市栾城区的铁路货车生产商，前身为1905年创立的法资正太铁路石家庄总机厂（当地俗称“铁路大厂”:53），现为中车齐车集团有限公司成员企业。除铁路货车以及铁路专用车辆修造外，中车石家庄公司亦通过子公司参与轨道装备空调、城轨车辆的生产。

## 历史

### 旧厂区时期

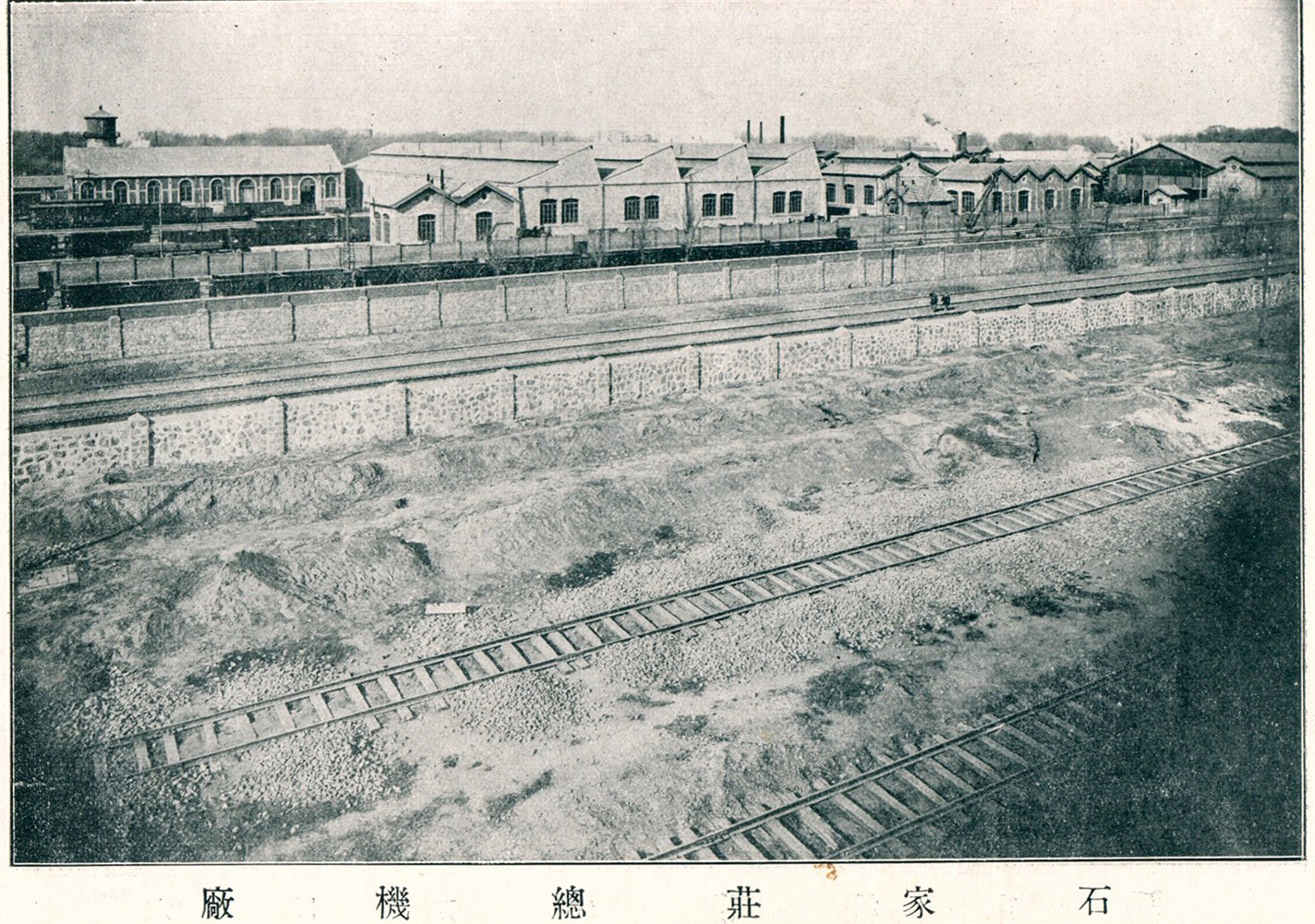
1932年《正太鐵路接收紀念刊》登载的石家庄总机厂照片

1905年，法国巴黎铁路开车公司在石家庄村东、京汉铁路以西创建正太铁路总机厂:55，1907年正太铁路竣工时生产了2辆窄轨货车作为样品，1914年正式投入生产。总机厂初期隶属于正太铁路局机务处，经营决策、生产指挥及人事等权力均由法国人掌控:55。建厂初期，总机厂围墙用石料砌成，且因法国人众多而被当地居民称为“洋城”，开有12个厂门，其中1、2号门位于工厂南沿的石家庄大石桥，专供正太铁路列车从桥下通过，列车进入厂区后再从西北角的5号门离开厂区前往太原方向；正太铁路局办公楼亦位于当时的厂区内:55。
1921年冬，中国共产党在石家庄地区的第一名党员即出自正太铁路总机厂，1922年成立正太铁路总工会。1923年，正太铁路总机厂工人偕同正太全路工人参与了二七大罷工。
1932年10月25日，随着法方经营期满，正太铁路交由國民政府铁道部，正太铁路局机务处处长高宪英兼任总机厂首任中方厂长:55,93。
1937年10月，侵华日军占领石家庄，工厂同年11月被南滿洲鐵道北方事务局占有，厂长也由日本人担任:93，1939年交予华北交通。1940年，日军将正太铁路（该年改称石太铁路）由窄轨改为标准轨，火车房（机务段）也从工厂迁出，厂内建成一座为厂外机车上水的500吨水塔，自此该厂开始为京汉、石太、石德铁路修理准轨机车车辆:55-56。
1945年11月26日，石门铁路工厂由国民政府交通部平津区石家庄分区接收委员办公处接管，后隶属晋冀区铁路管理局管辖:56。1946年，因第二次国共内战，工厂陷入半停产状态:56。随着中国人民解放军1947年攻下石门市并将之改为石家庄市，工厂也改称“石家庄机厂”，1949年7月归属太原铁路管理局，称“石家庄铁路工厂”，同时结束战时状态，1951年转属天津铁路管理局:58，1952年改由铁道部机车车辆修理工厂管理局领导，称“铁道部石家庄车辆修理工厂”，同年12月按照铁道部的决定，由原先的兼修机车、客车、货车改为专业修理货车，1954年改称“铁道部石家庄货车修理工厂”:59，1958年10月又改称“铁道部石家庄车辆工厂”:60。
1967年至1972年，石家庄车辆工厂曾实行军管:65，1970年至1975年因铁道部并入交通部而一度改称“交通部石家庄车辆工厂”:108，1971年启动制冷机研发，1974年开辟制冷机作业场地:63。
1986年，石家庄车辆工厂实行厂长负责制，1992年与台湾企业國祥冷凍機械合资成立国祥制冷设备公司。1994年2月改称“石家庄车辆厂”:108。
2000年9月29日，原中车公司与铁道部脱钩，分设南北车，石家庄车辆厂划归中国南车:71。
2008年1月1日，南车石家庄车辆厂改组为南车石家庄车辆有限公司。同年10月23日，石家庄车辆厂法式别墅被列入河北省第五批省级文物保护单位名单。

### 南迁栾城
2011年，因京广线石家庄市区段将改为地下隧道，石家庄车辆厂老厂区出入专用线会因此中断，南车石家庄公司开始规划整体外迁事宜，位于栾城的新厂区于2011年6月21日奠基。2012年3月16日，石家庄公司与石家庄市土地储备中心签署《企、事业单位国有土地使用权收购（回）合同》，约定将老厂区5宗土地（总面积为315794.50平方米）交付给石家庄市土地储备中心。
2014年11月30日，老厂区不再接收新生产任务，搬迁工作次日正式启动。2014年12月8日，老厂区正式完成最后一批生产任务。2015年4月22日，栾城新厂区维修的首批铁路货车出厂，同年12月21日因中国中车成立而正式改称中车石家庄车辆有限公司。此外，中车电动亦在中车石家庄公司设立中车新能源汽车北方制造基地。新厂区的专用线由京广铁路平南站出岔。
2018年5月9日，中国中车实施货车业务重组，石家庄公司被划归新成立的中车齐车集团。同年，石家庄车辆厂老厂区建筑开始拆除。2024年，位于车辆厂前街的两座法式别墅启动修缮，2025年完工。

## 产品

### 敞车
- C70型通用敞车
- C70E型敞车

### 漏斗车
- KM70型煤炭漏斗车
- K18D型煤炭漏斗车
- KZ75-1520型石砟漏斗车
- 新加坡石砟漏斗车

### 平车
- X70型集装箱平车
- NX70型平集共用车
- X6K型集装箱平车
- 230t专用平车
- 200t钢板运输专用平车
- NT17型平车
- NT60型平车
- D12G型凹底平车
- 石家庄地铁平车
- 香港E&M工程平车

### 罐车
- GQ70型轻油罐车
- GS70型浓硫酸罐车
- GJ70型液碱罐车

### 自翻车
- KF-60型自翻车
- 80t气动自翻车
- KF100A型气动自翻车

## 子公司

### 石家庄国祥运输设备
石家庄国祥运输设备有限公司为中车石家庄公司与位于台湾桃園市的国祥冷冻机械股份有限公司合资成立的轨道车辆空调生产企业，使用国祥在台湾的商标“王牌冷气”，是石家庄最早设立的台资企业之一。
石家庄车辆厂早在1971年便开始涉足铁路车辆制冷机组的研发，初期的应用场合为保温车:66；1976年6月8日成立制冷机车间，1979年改组为制冷机科，同年开始研发铁路客车用螺杆压缩机及配套的客车空调机组，相关产品1980年开始在上海铁路局试运行，1981年实现KK-30型客车空调机组的量产；制冷机科1984年4月21日扩张为制冷机生产部，同年开始研发单元式空调、餐车冰箱等新产品:214，1988年成功研制LCK-25、LCK-35型单元式空调机组:216。1987年在石家庄郊区大郭村征地120亩，以新建制冷机分厂:67。
1990年2月下旬，位于西三庄街24号的制冷机分厂竣工。同年11月9日，石家庄车辆厂与台湾企业国祥冷冻机械股份有限公司在北京签约，商定合资生产铁路客车空调:67。
1992年12月14日，铁道部石家庄车辆工厂关于合资经营石家庄国祥制冷设备有限公司的可行性研究报告获得批复，总投资752万美元，其中甲方石家庄车辆工厂出资49%，乙方国祥冷冻机械股份有限公司出资41%，丙方美国T&T国际公司出资10%，合资期限12年，批复的厂址位于石家庄市西三庄街24号:698-699。同年12月28日，石家庄国祥制冷设备有限公司获颁营业执照，1993年3月15日正式投产，使用“王牌冷气”注册商标:606。
1995年4月25日，美国T&T国际公司退出，石家庄国祥制冷设备有限公司的股权重新划分，石家庄车辆厂和国祥冷冻机械各占49%，中国铁路机车车辆工业总公司占2%:606。同年，石家庄国祥开始生产铁路机车空调。
1996年，为配合中国铁路大提速需要，石家庄国祥组织研制KLD29T、KLD40T、KL9型提速列车空调机组:607，并与四方车辆研究所联合研制KLR29型铁路客车热泵式空调机组。1998年9月，石家庄国祥与日本三菱电机签署《车辆用空调装置技术协作合同》，开始研发200km/h高速列车空调。2000年，石家庄国祥成功研制其首款地铁车辆用空调机组KG-42型，正式进军城市轨道交通车辆空调生产领域，此后先后获得北京地铁、津滨轻轨和南京地铁等城轨业者的空调订单:607。
2003年4月1日，石家庄车辆厂国铁制冷设备分厂交由国祥公司托管:214，同年开始筹建石家庄国祥运输设备有限公司，2004年4月获得石家庄高新技术产业开发区36号土地的建设用地许可证:607。
2004年，因合资期限到期，“石家庄国祥制冷设备有限公司”（旧国祥公司）自11月1日起将债券、债务、生产经营业务全部转移至“石家庄国祥运输设备有限公司”（亦即现状国祥公司），原国铁制冷设备分厂也被撤销，从而实现对旗下制冷资源的整合:78,214，旧国祥公司该年12月28日正常终止:606。新国祥公司沿用“王牌冷气”厂牌，2005年开始参与和谐号CRH2型电力动车组项目。2006年7月12日，石家庄国祥正式启动新厂区的生产工作，同年完成引进三菱高速列车空调技术的EU651型空调样机试制，并通过三菱检测。此后国祥公司参与了中国国铁多款干线动车组的空调系统生产。
2021年12月，国祥公司开始在石家庄地铁3号线试验二氧化碳跨临界循环制冷技术，2024年5月更首次在干线铁路机车车辆搭载二氧化碳制冷剂空调。

### 石家庄中车轨道交通装备
2013年7月2日，石家庄市政府与中国南车股份有限公司签署城市轨道交通装备产业发展合作协议。次年1月，南车石家庄有限公司与南车青岛四方机车车辆股份有限公司共同出资在石家庄注册成立了石家庄南车轨道交通装备有限公司，在石家庄当地建厂，实现石家庄地铁的本地化生产。
2016年3月21日，石家庄南车轨道交通装备有限公司改称“石家庄中车轨道交通装备有限公司”，同年3月31日实现首列车下线，从而全面投产。